# Значимые фигуры. Жизнь и открытия великих математиков
Значимые фигуры. Жизнь и открытия великих математиков (англ. Significant Figures: The Lives and Work of Great Mathematicians) — научно-популярная книга Иэна Стюарта, изданная в 2017 году на английском языке в издательстве Basic Books, рассказывает о жизни и вкладе 25 выдающихся деятелей в историю математикии. На русский язык была переведена и издана в 2018 году.

## Содержание
Автор книги британский математик и популяризатор науки, профессор Уорикского университета Иэн Стюарт.
Для своей книги Стюарт выбрал 25 математиков, начиная с Архимеда и заканчивая Уильямом Терстоном. Нить, связывающая обоих ученых, состоит из внушительного списка имен, все они обозначают известных математиков. Поскольку большинство популярных книг по истории математики ориентированы на европейского читателя, возможно, первые имена, следующие за Архимедом, немного менее известны широком кругу.
Автор подробно рассматривает Евклида и подчеркивает вклад арабских и индийских новаторов в алгебру и тригонометрию, однако повествование становится сложнее, когда он переходит к дифференциальным уравнениям, трехмерным многообразиям или многохолмистым торам.
Краткие но довольно интересные очерки Стюарта о жизни и временах новаторов при внимательно прочтение понятны несмотря на сложность темы. Помимо таких известных фигур, как Архимед, Пьер де Ферма, Исаак Ньютон, Алан Тьюринг и Курт Гёдель, автор также рассказывает об Эваристе Галуа, алгебраисте, убитом на дуэли в возрасте 20 лет; Георге Канторе, которого критики его идей о высших порядках числовой бесконечности довели до депрессии и срыва; и Рамануджане, индийском теоретике чисел — самоучке с феноменальной интуицией.
Среди других биографических находок читатель узнает, что Тьюринг, возможно, умер не от самоотравления цианидом, а по другим причинам, и что Гёдель так боялся быть отравленным, что умер от истощения.
Стюарт включает в свой пантеон трех женщин (Аду Лавлейс, Софью Ковалевскую и Эмми Нётер) и винит в их скудном представлении многовековые культурные предрассудки, а не женские гены. В заключительной главе автор размышляет о том, что общего у его подопечных. И приходит к выводу, что у большинства из них способности к математике проявились в раннем возрасте, но в остальном у них мало общих аспектов принадлежности к социальному классу, характера, образования или семейного положения. Однако одно можно сказать наверняка: все они питали глубокую любовь к математике.
Книга, по замыслу автора, ориентирована на преподавателей математики, студентов и любителей алгебраических знаний.